# HD 131399
HD 131399 är en trippelstjärna belägen i den norra delen av stjärnbilden Kentauren. Den har en kombinerad skenbar magnitud av ca 7,07 och kräver åtminstone en stark handkikare för att kunna observeras. Baserat på systemets elektromagnetiska spektrum  beräknas den befinna sig på ett avstånd på ca 351 ljusår (ca 108 parsek)  från solen. Den rör sig bort från solen med en heliocentrisk radialhastighet på ca 0,3 km/s. På det beräknade avståndet minskar stjärnans skenbara magnitud med 0,22 enheter genom en skymningsfaktor orsakad av interstellärt stoft.

## Egenskaper
Primärstjärnan HD 131399 A är en blå till vit stjärna i huvudserien av spektralklass A1 V. Den har en massa som är ca 2 solmassor, en radie som är ca 1,6 solradier och har ca 12 gånger solens utstrålning av energi från dess fotosfär vid en effektiv temperatur av ca 9 500 K.
I systemet ingår två följeslagare med lägre massa, HD 131399 B, en stjärna i huvudserien av spektraltyp G, och HD 131399 C, en stjärna i huvudserien av spektraltyp K. Båda stjärnorna är mindre massiva än solen. HD 131399 B och C är belägna mycket nära varandra och kretsar kring varandra. I sin tur kretsar BC-paret kring primärstjärnan A på ett avstånd av 349 astronomiska enheter (AE) i en bana med en omloppsperiod av ca 3 600 år, och en excentricitet på ca 0,13

## Planetsystem
Upptäckten av en massiv planet, betecknad HD 131399 Ab, tillkännagavs i en artikel publicerad i tidskriften Science. Objektet avbildades med hjälp av SPHERE-sökaren av Very Large Telescope vid European Southern Observatory. Den antogs förmodligen vara ett objekt av T-typ med en massa av 4 ± 1 MJ, men dess omloppsbana skulle ha varit instabil, vilket orsakat att den blev utstött mellan primärstjärnans röda jättefas och dess vita dvärgfas.

Konstnärens intryck av HD 131399 Ab, innan det visade sig vara en bakgrundstjärna.

Observationer gjorda av Gemini Planet Imager och en förnyad analys av SPHERE-data tyder på att detta objekt i själva verket är en bakgrundstjärna. Dess spektrum tyder på att det rör sig om en dvärg av spektraltyp K eller M, inte ett objekt av typ T som först föreslagits. Objektet verkade också initialt vara förbundet med HD 131399, men det var på grund av dess ovanligt höga egenrörelser (bland de 4 procent snabbast rörliga stjärnorna).